# (27696) 1981 EG40
(27696) 1981 EG40 est un objet de la ceinture principale d'astéroïdes extérieure découvert en 1981.

## Description
(27696) 1981 EG40 a été découvert le 2 mars 1981 à l'observatoire de Siding Spring, situé près de Coonabarabran, en Nouvelle-Galles du Sud, en Australie, par Schelte J. Bus.

### Caractéristiques orbitales
L'orbite de cet astéroïde est caractérisée par un demi-grand axe de 3,20 UA, un périhélie de 2,52 UA, une excentricité de 0,21 et une inclinaison de 1,86° par rapport à l'écliptique. Du fait de ces caractéristiques, à savoir un demi-grand axe entre 3,2 et 4,6 UA, il est classé, selon la JPL Small-Body Database, comme objet de la ceinture principale d'astéroïdes extérieure.

### Caractéristiques physiques
(27696) 1981 EG40 a une magnitude absolue (H) de 14,2 et un albédo estimé à 0,076.